# Smlouva ze Zaragozy

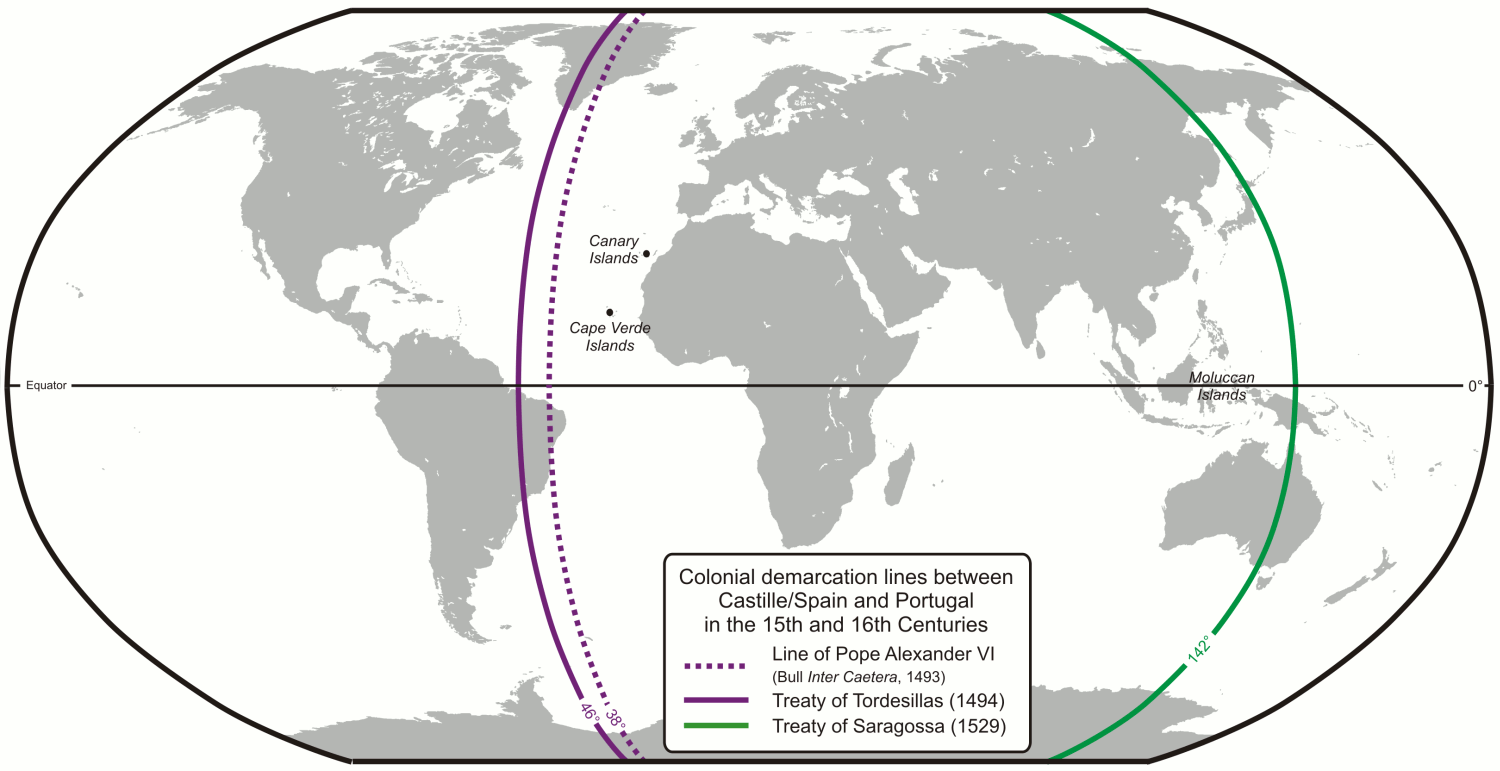
Zeleně molucký poledník, fialově poledník ze Smlouvy z Tordesillas

Smlouva ze Zaragozy byla mírovou smlouvou mezi Španělskem a Portugalskem podepsaná 22. dubna 1529 králem Janem III. Portugalským a císařem Karlem V. v aragonském městě Zaragoza. Smlouva definovala oblasti kastilského (španělského) a portugalského vlivu v Asii, aby vyřešila spor o ostrovy Moluky, které obě mocnosti předtím prohlásily za spadající do jejich sféry vlivu. Smlouva tak nahradila Smlouvu z Tordesillas z roku 1494, která v Atlantiku určila poledník oddělující kastilskou sféru vlivu (západně od poledníku) a portugalskou (východně od poledníku). Konflikt začal v roce 1520, kdy expedice obou království dosáhly Tichého oceánu, kde dosud nebyla žádná mez dohodnuta. Smlouva ze Zaragozy tedy určila tzv. molucký poledník. Podle smlouvy získalo Portugalsko kontrolu nad všemi zeměmi a moři západně od něj, včetně celé Asie a sousedních ostrovů, zatímco Španělsko získalo právo na většinu Tichého oceánu. Ačkoli Filipíny nebyly ve smlouvě zmíněny, Španělsko se implicitně vzdalo jakéhokoli nároku na ně. Nicméně roku 1542 se španělský král Karel V. rozhodl Filipíny kolonizovat, v naději, že  Portugalsko nebude příliš protestovat, neboť souostroví nebylo zdrojem žádného drahocenného koření. Portugalci přesto protestovali, nicméně zanedlouho španělský král Filip II. jejich tlak přemohl a v roce 1565 založil první španělskou obchodní stanici v Manile.